# کلاه بره نظامی

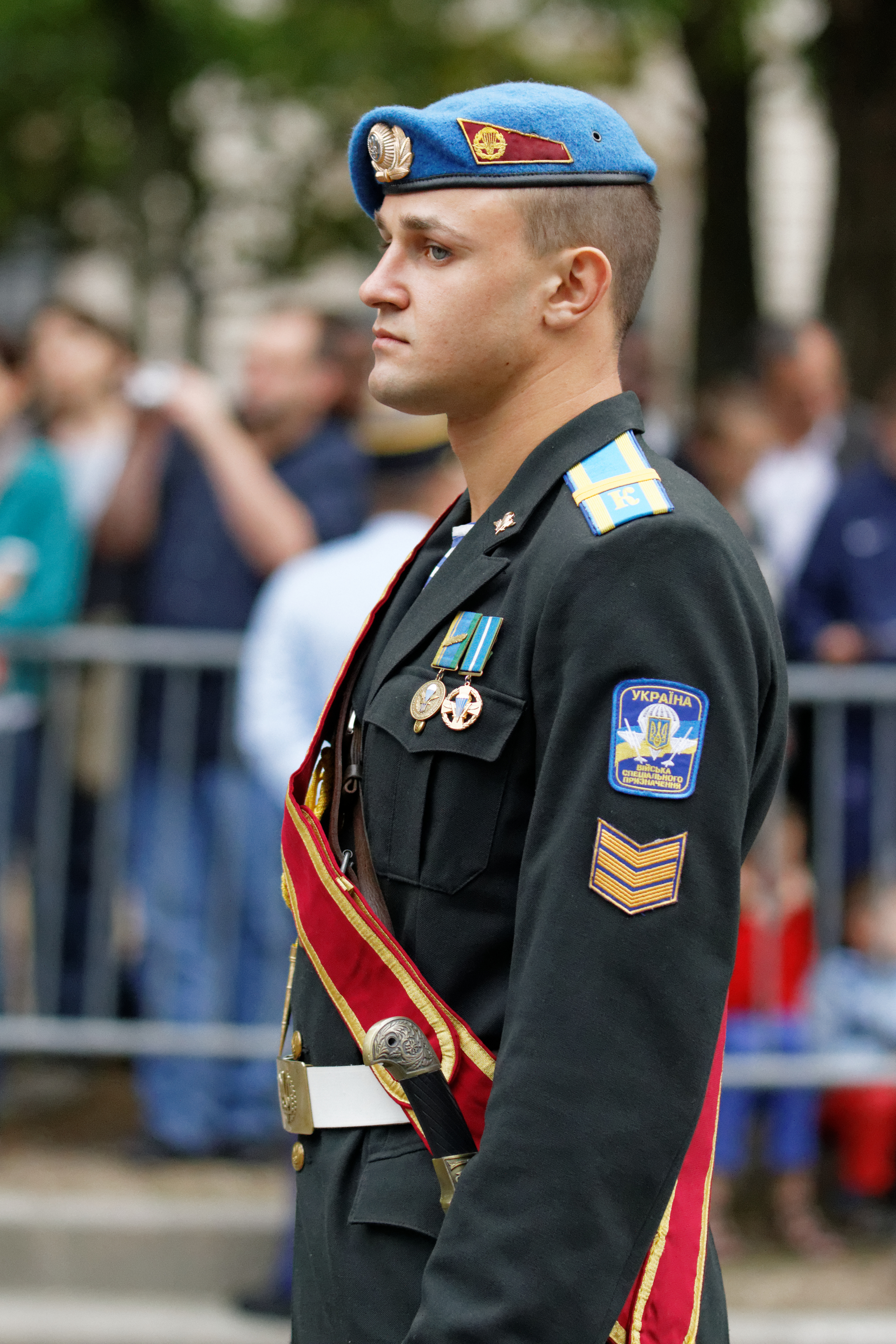
یک دانشجوی نظامی اوکراینی با کلاه بره نظامی آبی روشن.

در قرن نوزدهم، سربازان شروع به پوشیدن برت (به فرانسوی: Béret) به عنوان بخشی از سرپوش در یونیفرم نظامی در برخی از کشورهای اروپایی کردند. از اواسط قرن بیستم، این پوشش به یکی از اجزای لباس بسیاری از نیروهای مسلح در سراسر جهان تبدیل شد. کلاه‌بره‌های نظامی معمولاً به سمت راست خم می‌شوند تا شانه‌ای که اکثر سربازان تفنگ را روی آن حمل می‌کند آزاد باشد، اما ارتش برخی کشورها، عمدتاً در اروپا، آمریکای جنوبی و آسیا (از جمله ایران)، به سمت چپ خم شده‌است.
در بسیاری از کشورها، برت‌ها با نیروهای ویژه مرتبط شده‌اند که اغلب کلاه‌های خود را با رنگ‌های خاص می‌پوشند. به عنوان مثال، کلاه بره عنابی عمدتاً سرپوش سنتی برای نیروهای هوابرد در سراسر جهان است، به استثنای چند نمونه — برای مثال، نیروهای هوابرد روسیه، کلاه آبی آسمانی می‌پوشند، و چتربازان پرتغالی کلاه سبز می‌پوشند.

## بر پایه کشور

#### جمهوری اسلامی ایران
در ایران کلاه بره نظامی به سمت چپ خم می‌شود.

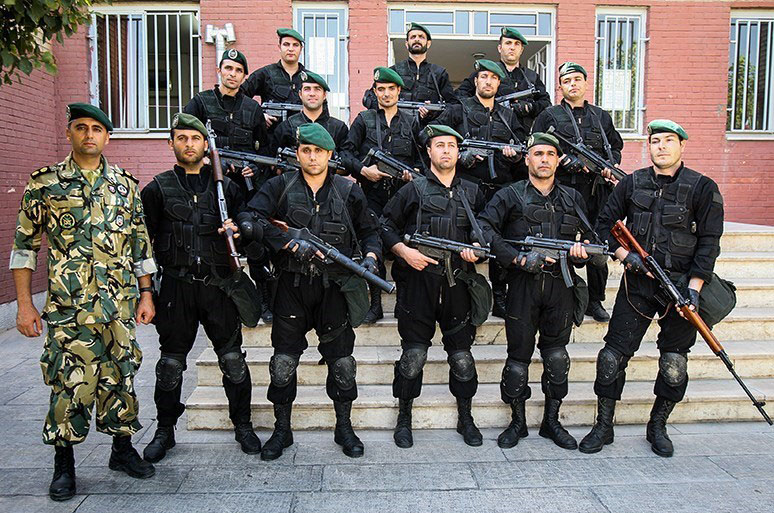
رزمایش تکاوران تیپ ۶۵ نوهد نیروی زمینی ارتش جمهوری اسلامی ایران

| رنگ | رنگ      | پوشنده                                                                              |
| --- | -------- | ----------------------------------------------------------------------------------- |
|     | آبی تیره | تفنگداران دریایی ایران                                                              |
|     | مشکی     | نیروی هوابرد ارتش، تکاوران سپاه و نیروی انتظامی ایران                               |
|     | سبز      | نیروهای ویژه ارتش ایران (تکاور)، نیروی ویژه تفنگداران دریایی ایران، نیروی ویژه سپاه |
|     | مازویی   | تکاوران ارتش ایران                                                                  |
|     | سرخ‌فام   | پرسنل خدمه زرهی ارتش ایران و امدادگران و نجاتگران هلال احمر                         |

#### ایالات متحده آمریکا
در ایالات متحده آمریکا کلاه بره نظامی به سمت راست خم می‌شود.
| رنگ | رنگ          | پوشنده |
| --- | ------------ | --- |
|     | مشکی         | توسط همه سربازان با یونیفورم خدمات ارتش به عنوان سرپوش استاندارد پوشیده می‌شود (کلاه گشتی، یک سرپوش استاندارد با یونیفرم‌های کاربردی مانند ACU است؛ با این حال، کلاه سیاه ممکن است با صلاحدید فرمانده مجاز به استفاده همراه یونیفورم ابزار باشد.)                |
|     | سبز تفنگ     | سربازان واجد شرایط نیروهای ویژه |
|     | مازویی       | سربازانی که به هنگ ۷۵ تکاوران و تیپ آموزش هوابرد و تکاور اختصاص داده شده‌اند (سربازانی که یک سال متوالی در هنگ خدمت کرده‌اند و به یکی از اجزای ستاد فرماندهی عملیات ویژه نیروی زمینی ایالات متحده آمریکا منصوب شده‌اند، ممکن است به پوشیدن برت مازویی ادامه دهند) |
|     | عنابی        | سربازانی که به یگان‌های هوابرد/چترباز اختصاص داده شده‌اند |
|     | قهوه‌ای       | سربازان منسوب به ستاد فرماندهی کمک نیروی امنیتی و واحدهای تابعه آن |
|     | خاکستری تیره | دانش آموزان واحد سپاه آموزش افسران ذخیره جوان (JROTC) |

| رنگ | رنگ          | پوشنده |
| --- | ------------ | --- |
|     | مشکی         | هوانوردان منسوب به حزب کنترل هوایی تاکتیکی (TACP) و دانشجویان نیروی هوایی JROTC.                                                                            |
|     | عنابی        | امدادگران و افسران امداد و نجات رزمی |
|     | سرخ‌فام       | تیم مراقبت نبرد نیروی هوایی ایالات متحده آمریکا و افسران تاکتیک‌های ویژه                                                                                     |
|     | خاکستری سربی | چتربازان شناسایی ویژه و هواشناسی هوانوردان واجد شرایط. قبلاً CWT و SOWT بود.                                                                                 |
|     | آبی تیره     | هوانوردان منسوب به نیروهای امنیتی، دانشجویان درجه یک آکادمی نیروی هوایی ایالات متحده، کادر آموزش پایه دانشجویان، و رنگ دوم برای دانشجویان JROTC نیروی هوایی |
|     | سبز مریم‌گلی  | متخصصان بقا، طفره، مقاومت و فرار (SERE). |
|     | قهوه‌ای       | هوانوردان منسوب به واحدهایی که به عنوان مشاوران هوانوردی جنگی تعیین شده‌اند                                                                                  |
|     | سفید         | رنگ سوم برای دانشجویان نیروی هوایی JROTC |